# Baubo

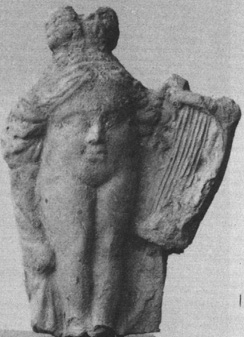
Figurita de terracota procedente de Priene, Anatolia.

En la mitología griega, Baubo (en griego antiguo Βαυβώ) es una mujer mítica de Eleusis, a la que Hesiquio llama niñera de Deméter, si bien la historia más común es como sigue: en su deambular buscando a su hija, Deméter se encontró con Baubo, quien la recibió hospitalariamente y le ofreció algo para beber. Cuando la diosa, estando demasiado abrumada por la pena, rehusó la bebida, Baubo hizo un gesto tan extraño que la diosa sonrió y aceptó el trago. En la Suda se nos dice que es esposa de Disaules y madre de dos hijas, Protonoe y Nesa (o Nisa). Baubo era uno de los autóctonos eleusinos.
En el fragmento del himno órfico, que Clemente de Alejandría añade a este relato, se cuenta además que un niño llamado Yaco hizo un gesto indecente a la pena de Deméter. Arnobio repite la historia de Baubo contada por Clemente, pero sin mencionar al niño Yaco, que por lo demás es desconocido y, si fuese Dioniso, estaría fuera de lugar aquí. Las diferentes historias sobre la recepción de Deméter en Eleusis parecen ser todas invenciones de épocas posteriores, acuñadas con el fin de dar un origen mítico a las bromas que las mujeres solían gastar en la fiesta de esta diosa.
En Los mitos griegos, Robert Graves escribe que Deméter (disfrazada) era huésped del rey Céleo en Eleusis. La criada del rey, Yambe, «intentó consolar a Deméter con versos cómicamente lascivos, y una seca niñera, la vieja Baubo, la convenció para que bebiese agua de cebada en broma: gimió como si estuviese de parto e, inesperadamente, salió de bajo sus faldas el hijo de Deméter, Yaco, quien saltó a los brazos de su madre y la besó.» Graves escribe que «Yambe y Baubo personifican las canciones obscenas, en métrica yámbica, que se cantaban para aliviar la tensión emocional en los misterios eleusinos; pero Yambe, Deméter y Baubo forman la tríada de doncella, ninfa y vieja. Las viejas niñeras de los mitos griegos casi siempre representan a la diosa como anciana.»

## Figuritas de Baubo
Figuritas llamadas «Baubos» se hallan en ciertos lugares normalmente con conexiones griegas. Producidas en masa, comunes y baratos amuletos contra el mal de ojo en la época helenística, las había de varios estilos, si bien lo básico es que siempre exponen la vulva de alguna forma:
- Una figura regordeta, con las piernas abiertas, haciendo un gesto hacia su vulva expuesta.
- Una figura despatarrada sujetando un arpa a lomos de un verraco.
- Un torso desnudo sin cabeza con la cara en el cuerpo y la vulva en el mentón de la cara.
- Una figura sentada con una vulva exagerada llenando el espacio entre las piernas.

Las figuritas solían tener peinados elaborados y algunas sujetaban copas o arpas. Algunas tenían una anilla moldeada en la cabeza, lo que parece indicar que eran colgadas de alguna forma, posiblemente a modo de amuleto.